# Anställningsstöd
Anställningsstöd är en del av arbetsmarknadspolitiken i Sverige. Anställningsstöd möjliggör för arbetsgivare att få en ersättning vid anställning av medarbetare. 
Det bakomliggande syftet med anställningsstöd är att det ska underlätta att få ett arbete. Denna ersättning gäller för tidsbegränsade anställningar, deltidsanställningar samt tillsvidareanställningar. Anställningsstödet varar högst i tolv månader med möjlighet för förlängning, för kortare anställning utbetalas ersättning så länge anställningen pågår.
Det finns idag ett flertal olika anställningsstöd, samtliga baseras på förhållanden i den enskilde arbetssökandes situation eller bakgrund ex. långtidsarbetslöshet, funktionshinder. Det som genererar högst stöd är Särskilt anställningsstöd som ger upp till 85% av den totala lönekostnaden, däremot högs 890 kr per dag, för målgruppen långtidsarbetslösa. Andra anställningsstöd har inte en fast subventionsprocent utan beräknas i varje individuellt ärende där personens funktionsförmåga och behov av anställning analyseras mot de specifika arbetsuppgifterna som personen anställs för, i de ärendena kan anställningsstödet/lönebidraget vara allt från 5% till 95%, den samlade stödbilden får dock aldrig uppgå till 100% av kostnaderna för arbetsgivaren. Vissa anställningsstöd som Särskilt anställningsstöd/Instegsjobb/Extratjänst/Modernt beredskapsjobb och Utvecklingsanställning är undantagen  lagen om anställningsskydd (LAS), vilket bland annat betyder att den anställde inte kan "LASa in" och uppnå en tillsvidareanställning utifrån sin anställningstid, anställningen är inte heller a-kassegrundande. 

## Krav för anställningsstöd
För att få anställningsstöd krävs det för både offentliga och privata arbetsgivare att de är registrerade i Skatteverkets arbetsgivarregister. Arbetsgivarna får varken ha stora betalningsanmärkningar, skatteskulder eller näringsförbud. För att arbetsgivarna ska kunna få denna ersättning krävs det även att de inte avskedat personal på grund av platsbrist inom de nio senaste månaderna. Arbetsförmedlingen ställer också krav på att den som anställs erbjuds lön och förmåner i enlighet med gällande kollektivavtal och att de omfattas av samma försäkringsskydd. Anställningsstöd kan inte beviljas för behovsanställningar, så kallade springvikariat. 